# Thibaudia melliflora
Thibaudia melliflora là một loài thực vật có hoa trong họ Thạch nam. Loài này được Ruiz & Pav. miêu tả khoa học đầu tiên năm 1802.